# Дубровы (Новоржевский район)
Дубровы — деревня в Новоржевском районе Псковской области России. Входит в состав Новоржевской волости.
Расположена в 13 км к юго-западу от города Новоржев.

## Население
| 2001 | 2002 | 2010 |
| ---- | ---- | ---- |
| 205  | ↘172 | →172 |

Численность населения деревни по состоянию на конец 2000 года составляла 205 жителей.

## История
С 1995 до 2005 года деревня входила в состав Дубровской волости в качестве её административного центра.
С 2006 до 2015 года входила в состав Жадрицкой волости. С 2015 года входит в состав укрупненной Новоржевской волости.
Деревня с огромной историей.